# Mesabolivar xingu
Mesabolivar xingu är en spindelart som beskrevs av Huber 2000. Mesabolivar xingu ingår i släktet Mesabolivar och familjen dallerspindlar. Inga underarter finns listade i Catalogue of Life.